# سيلفستر غراهام
سيلفستر غراهام (بالإنجليزية: Sylvester Graham)‏ هو أخصائيو التغذية وكاتب أمريكي، ولد في 5 يوليو 1794 في Suffield, Connecticut ‏ في الولايات المتحدة، وتوفي في 11 سبتمبر 1851 في نورثهامبتون في الولايات المتحدة.

## وصلات خارجية
- سيلفستر غراهام على موقع الموسوعة البريطانية (الإنجليزية)
- سيلفستر غراهام على موقع إن إن دي بي (الإنجليزية)